# Hebreo tiberiano

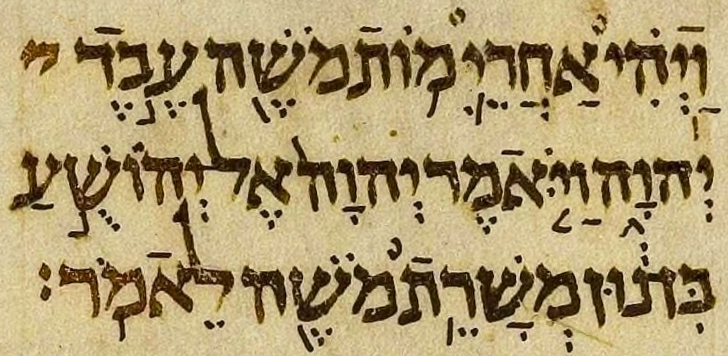
Códex Aleppo, Libro de Josué, 1:1.

El hebreo tiberiano es una tradición oral de la pronunciación de formas antiguas del hebreo, especialmente el hebreo del Tanaj, escrita por los miembros de la escuela masorética de la comunidad judía de Tiberíades, en la temprana Edad Media, a los inicios del siglo VIII. Utiliza diacríticos llamados Niqud para las vocales y signos de "cantillación" añadidos a las letras del alfabeto tradicional. Si bien estos símbolos comenzaron a usarse en la temprana Edad Media la tradición oral que reflejan es mucho más antigua.
El sistema tiberiano del vocalización del Tanaj representa su propia tradición oral. Otras dos tradiciones locales crearon sistemas de escritura en el mismo periodo temporal, son llamadas "Tierra de Israel" y Babilónica. El primero no tuvo influencia histórica, pero el sistema Babilónico fue dominante en alguna áreas durante muchos siglos, subsistiendo todavía. A diferencia del Sistema Tiberiano, que normalmente coloca los símbolos de vocales debajo de las letras hebreas, el sistema Babilónico las ubica sobre las letras.
Si bien inicialmente fue usado para reflejar la forma tradicional de lectura del Tanaj, posteriormente fue aplicado a otros textos, y usado comúnmente por los judíos con diferentes tradiciones para la lectura del hebreo.